# Luxembourg-Cents
Le Luxembourg-Cents est un stade de football situé dans la ville de Luxembourg, dans le quartier de Cents.
Le club du FC Luxembourg City y dispute ses matchs à domicile. Le stade a une capacité de 2 800 personnes. 